# Tăuteu (gmina)
Tăuteu – gmina w Rumunii, w okręgu Bihor. Obejmuje miejscowości Bogei, Chiribiș, Ciutulec, Poiana i Tăuteu. W 2011 roku liczyła 4063 mieszkańców.